# یوسوکه کیشیدا
یوسوکه کیشیدا (انگلیسی: Yusuke Kishida؛ زادهٔ ۱۰ ژوئیهٔ ۱۹۹۹) بازیکن فوتبال اهل ژاپن است.
از باشگاه‌هایی که در آن بازی کرده‌است می‌توان به باشگاه فوتبال گامبا اوساکا اشاره کرد.